# Morduntersuchungskommission
Eine Morduntersuchungskommission (kurz MUK) war eine Diensteinheit der Volkspolizei der Deutschen Demokratischen  Republik. Ihre Mitarbeiter befassten sich hauptsächlich mit der Aufklärung von Tötungsdelikten und Anzeigen zu vermissten Kindern. Die entsprechende Diensteinheit in der Bundesrepublik Deutschland wird Mordkommission genannt.

## Geschichte
Der Begriff Morduntersuchungskommission wurde 1971 durch Erlass des Minister des Innern und Chefs der deutschen Volkspolizei offiziell eingeführt. Seit Gründung der DDR waren für diese Diensteinheit Bezeichnungen wie Spezialkommission, Mordkommission oder Mord- und Unfallkommission geläufig.
Nachdem 1952 die fünf Länder der DDR aufgelöst und dafür 15 Bezirke geschaffen wurden, gliederte sich auch die Volkspolizei entsprechend um. So entstand unter der Hauptverwaltung Volkspolizei (HVDVP) in den Bezirken 15 Bezirksverwaltungen der Volkspolizei (BDVP). In ihnen befand sich jeweils im Dezernat II der Abteilung Kriminalpolizei eine Morduntersuchungskommission. Aufgrund der hohen Arbeitsbelastung wurde 1984 für Ost-Berlin eine zweite MUK eingerichtet.

## Aufgabe
Die Aufgabe der Morduntersuchungskommissionen blieb während der gesamten Zeit ihres Bestehens gleich. Ihre Aufgabe waren das
- Bearbeiten von vorsätzlichen Tötungsstraftaten
- Bearbeiten von Anzeigen über vermisste Personen und unbekannte Tote, bei denen der Verdacht einer Tötungsstraftat gegeben war
- Bearbeiten von Anzeigen über vermisste Kinder
- Bearbeiten von anderen Todesfällen unter verdächtigen Umständen mit zweifelhaften oder schwer feststellbaren Sachverhalten
- Bearbeiten von Todesfällen unter verdächtigen Umständen von Ausländern, Verhafteten, Strafgefangenen sowie Personen, die sich im Gewahrsam der DVP befanden, Angehörige der DVP und der anderen Organe des MdI sowie Personen deren Stellung im gesellschaftlichen Leben von erheblicher Bedeutung war
- Bearbeiten von folgenschweren Unfällen, soweit die Bergung und Identifizierung von Todesopfern[2]

## Personal und Ausstattung
Die MUK der Bezirke Rostock, Potsdam, Frankfurt/Oder, Magdeburg, Halle, Erfurt, Dresden Leipzig, Karl-Marx-Stadt sowie Berlin hatten eine Sollstärke von einem Leiter und acht Mitarbeitern (1:8). Dagegen  hatten die eher einwohnerschwachen Bezirke Schwerin, Neubrandenburg, Cottbus, Gera und Suhl nur eine Einsatzstärke von 1:4. Im Jahre 1971 setzten sich alle MUK aus einem Leiter, einem Kriminaltechniker und entsprechenden Untersuchern zusammen. Die personalstarken MUK hatten auch eine Stenosachbearbeiterin.  Bei entsprechenden Arbeitsanfall konnte auch zeitweilig eine Erweiterte MUK aufgerufen werden, zu der dann bis zu 20 Kriminalisten aus anderen Bereichen der Kriminalpolizei traten. Diese Grundgliederung blieb bis zur Auflösung der DDR bestehen.